# Macra
Pour les articles homonymes, voir Macra (homonymie).
Macra est une commune italienne de la province de Coni, dans la région Piémont. 

## Administration
| Période                                  | Période  | Identité      | Étiquette | Qualité |
| ---------------------------------------- | -------- | ------------- | --------- | ------- |
| 14 juin 2004                             | En cours | Teresa Totino |           |         |
| Les données manquantes sont à compléter. |          |               |           |         |

### Hameaux
Bedale (où se trouve la mairie), Aramola, Camoglieres, Caricatori, Chiampo, Chiatignano, Colletto, Garini, Langra, Palent, Serremorello, Villetta, Villar, Cucchietto, Pradugano, Maurengo

### Communes limitrophes
Celle di Macra, Marmora, Sampeyre, San Damiano Macra, Stroppo